# Echthrogaster lugubris
Echthrogaster lugubris is een keversoort uit de familie kniptorren (Elateridae). De wetenschappelijke naam van de soort is voor het eerst geldig gepubliceerd in 1900 door Blackburn.